# Fixativ

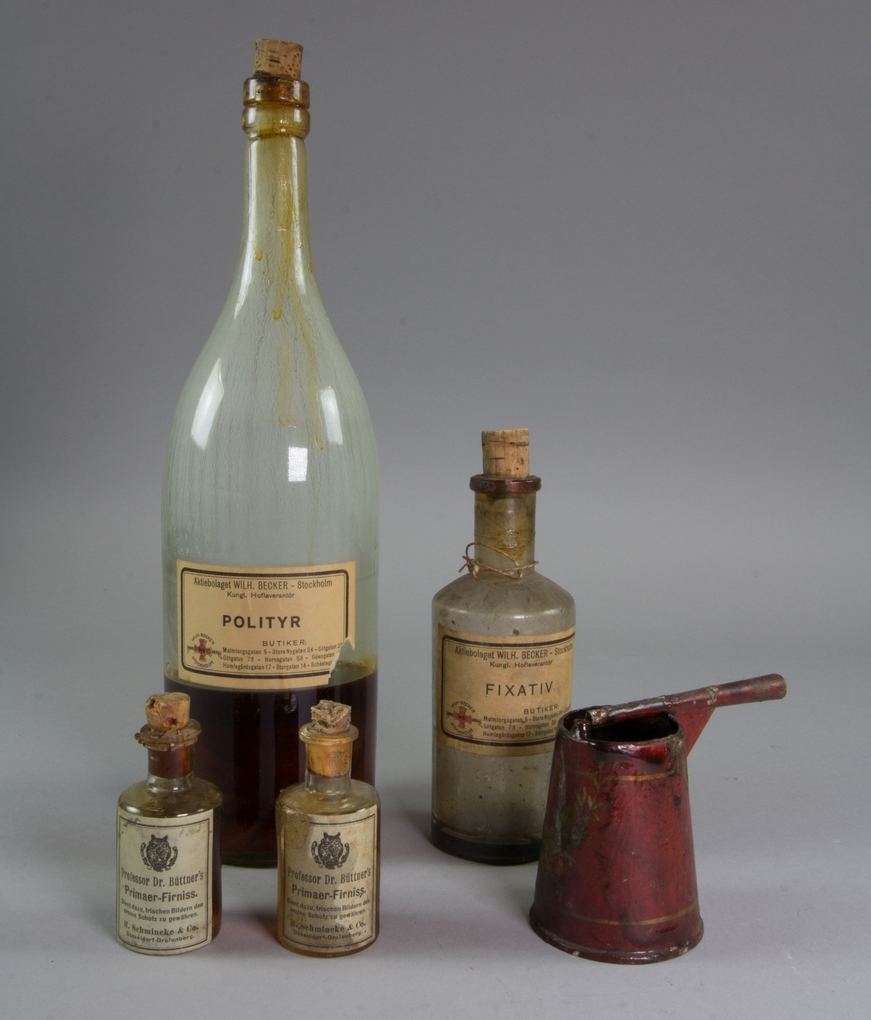
Fixativdon bestående av polish, fixativ, fernissa samt en fixerspruta av rödmålad metall. Tillverkade av AB Wilhelm Becker cirka 1880-1920, har tillhört Julius Kronberg.

Fixativ, fixativspray eller fixeringsspray används för att binda färgpartiklarna och bilda en skyddande hinna på blyertsteckningar, kolteckningar, pastellmålningar eller akvarellmålningar. Man använder då harts, som är löst i sprit. Skisser till mer beständiga kolteckningar med träkol eller syntetiskt kol måste fixeras med till exempel hartshaltig vätska för att bevaras.
För att inte kolet ska lossna på en kolteckning måste den fixeras med ett tunt lager lack. Det finns även metoder för lack i pulverform utan lösningsmedel. Det är detta lack som brukar kallas fixativ och sprejas med en fixerspruta över teckningens bak- eller framsida. Kolteckningar och pastellteckningar är mycket känsliga för beröring, och den färdiga pastellteckningen måste alltid glasas. Sprayningen med fixativ är till för att förhindra oönskade effekter av beröring på teckningarna.
Det finns olika sorters fixeringsspray och vid användningen av sprayen måste man hålla ett visst avstånd och spraya jämnt över ytan. Man bör inte spraya för nära objektet och spraydimman skall falla ner över motivet, som skall ligga horisontalt på ungefär 0,5-1,0 meters avstånd. Fixativsprayen för kol och pastell kan vara etanolbaserad och ha en svag lukt, eller innehålla propan-butan, en miljövänlig drivgas. Eftersom fixativet väter pigmenten kan fixativet ge pastelltonerna en mörkare nyans. Man kan även använda fixativ till fixering av skisser på duk före målning.

## Källa
- Nationalencyklopedin